# TR3SC
El Club Català de Cultura (TR3SC o TRESC - Comunitat de Cultura des de l'any 2019) és una comunitat de socis i sòcies de Catalunya consumidors intensius de cultura. Amb l'objectiu de potenciar el consum cultural català i establir una xarxa entre els públics consumidors intensius de cultura, la Comunitat TRESC ofereix als seus membres accés exclusiu i avantatjós a la principal oferta cultural de la cartellera nacional, amb un principal interés en els camps del teatre, el cinema, la música en viu, la literatura i el turisme cultural.
Iniciat el dia 23 d'abril de 2006, Diada de Sant Jordi, el club TRESC ha arribat a comptar amb una massa crítica de 47.000 socis i sòcies, consolidant-se així com una de les plataformes de difusió cultural més importants de Catalunya.
En l'actualitat l'entitat forma part del conglomerat de projectes culturals de la cooperativa Abacus.

## Projectes destacats

### Aula de Públics[1]
Com a principal representant dels públics culturals del país, el TRESC impulsa projectes capdavanters en la promoció dels consum cultural del país i la relació del sector amb els públics.

### Consell de Públics
Conformat per socis i sòcies del TRESC, seguint un criteri de paritat, el Consell de Públics és l'instrument de l'Aula de públics per contribuir al desenvolupament de la programació pròpia d'activitats del TRESC basat en la participació i el diàleg entre l'equip de programació del TRESC i els públics intensius, amb reconegut criteri i interès en participar activament de la cultura. El Consell de Públics es renova anualment.

### Sant Jordi de Nadal (antigament Mercat de Nadal del Llibre)[2][3]
Unes 10.000 persones visiten cada any el Sant Jordi de Nadal, consolidant-se així aquesta proposta com un dels esdeveniments literaris més importants de la ciutat pels voltants de les festes nadalenques. La llista d'autores i autors que hi han participat en anteriors edicions és llarga, des de Maria Barbal fins a Joaquim Carbó, passant per Empar Moliner, Jordi Puntí, Marc Artigau, Pilar Eyre, Màrius Serra o Marta Carnicero.

### El Pop d'una nit d'estiu (Festival GREC, 2019)[4][5]
Al marc del Festival Grec de Barcelona, concert especial per celebrar la música pop catalana amb un format expandit: la trentena de músics que formen la GIOrquestra, dirigits per Marc Timón, acompanyaran 13 dels artistes més destacats de la nostra escena. Amb Maria Arnal i Marcel Bagés, Joan Pons del Petit de Cal Eril, Ramon Mirabet, Joan Colomo, Judit Neddermann i Pavvla, entre d'altres.

### Malalts del cel · SISA (Festival GREC, 2022)[6]
Una celebració de l'univers musical del cantautor Jaume Sisa, dins el Festival Grec de Barcelona, en un concert en què un seguit de músics convidats, admiradors del mestre, reinterpreten les cançons del seu últim disc, fins aquell moment presentat en directe. Amb Maria Arnal, Julio Bustamante, David Carabén (Mishima), Joan Garriga, Guillem Gisbert(Manel), Queralt Lahoz, La Ludwig Band, Roger Mas, Quimi Portet, Tarta Relena, Marina Rossell, Maria Rodés, Tronco i Jaume Sisa.